# Maa-emã
En la mitología finlandesa, Maa-emã (madre tierra) representaba para los antiguos finlandeses a la tierra como divinidad bienhechora, fuente de todos los bienes. Después hicieron de ella una divinidad personal a la que invocaban con el nombre de “la anciana que habita bajo la tierra firme”.